# Babelstårn (eksperimentalfilm)
Babelstårn er en dansk eksperimentalfilm fra 1995 instrueret af Kassandra Wellendorf og efter manuskript af Kassandra Wellendorf og Martin Christiansen.

## Handling
Set herfra hvor vi står på jordens overflade, er det menneskelige liv et mylder of modsætninger og forskelle. Alle folkeslagene med deres forskellige sprog og dialekter består af mennesker, der har hver deres opfattelse af tilværelsen.